# L. M. Gensman

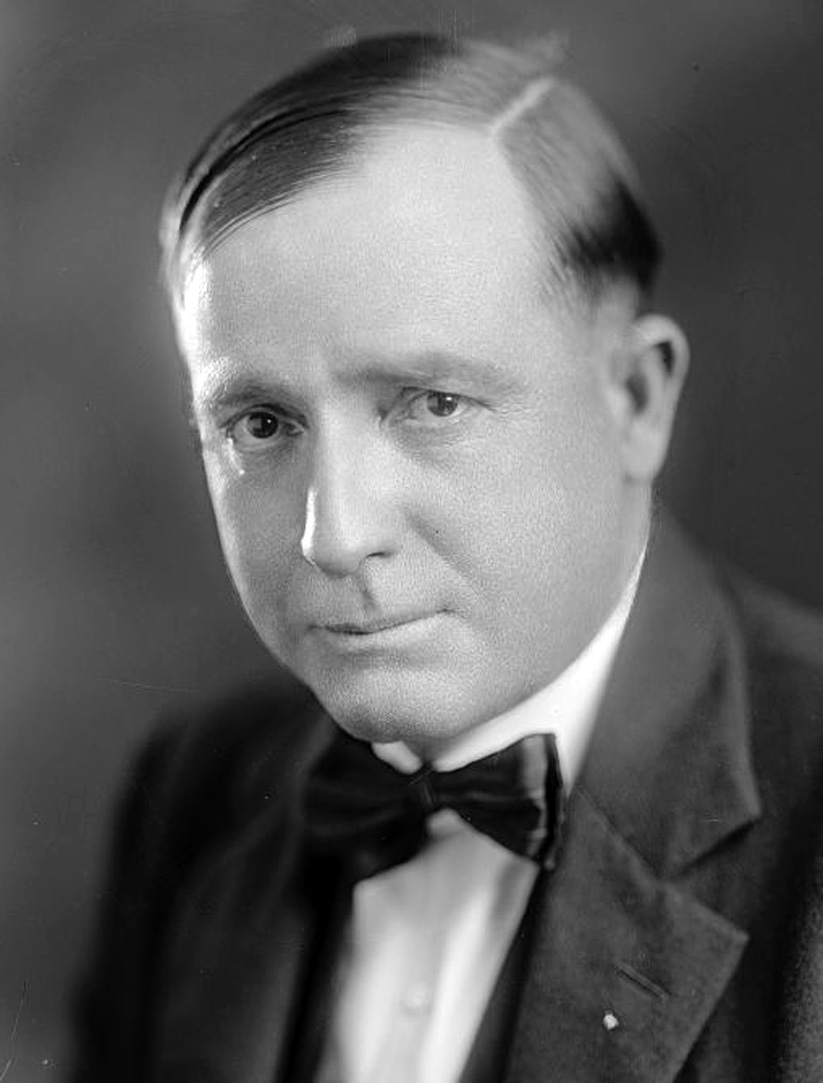
L. M. Gensman

Lorraine Michael Gensman (* 26. August 1878 bei Wichita, Kansas; † 27. Mai 1954 in Lawton, Oklahoma) war ein US-amerikanischer Politiker. Zwischen 1921 und 1923 vertrat er den sechsten Wahlbezirk des Bundesstaates Oklahoma im US-Repräsentantenhaus.

## Werdegang
Gensman besuchte die Bezirksschulen seiner Heimat und danach die Garden Plain Graded School, das Wichita Commercial College, die Lewis Academy und die Kansas State Normal School. In den Jahren 1896 und 1897 war er selbst im Schuldienst und unterrichtete in Andale (Kansas) als Lehrer.
Nach einem Jurastudium an der University of Kansas und seiner 1901 erfolgten Zulassung als Rechtsanwalt begann Gensman in Lawrence in seinem neuen Beruf zu arbeiten. Noch im Jahr 1901 zog er nach Lawton im Oklahoma-Territorium. Zwischen 1902 und 1907 war er Konkursrichter in seiner neuen Heimat und von 1918 bis 1919 war er Bezirksstaatsanwalt im Comanche County.
L. M. Gensman wurde Mitglied der Republikanischen Partei. 1920 wurde er im sechsten Distrikt von Oklahoma in das US-Repräsentantenhaus in Washington, D.C. gewählt, wo er am 4. März 1921 Scott Ferris ablöste. Da er aber 1922 nicht wiedergewählt wurde, konnte Gensman bis zum 3. März 1923 nur eine Legislaturperiode im Kongress absolvieren.
Im Jahr 1924 war Gensman Delegierter zur Republican National Convention, auf der Präsident Calvin Coolidge für eine zweite Amtszeit nominiert wurde. Im Jahr 1936 bewarb er sich erfolglos um eine Rückkehr in den Kongress. Ansonsten war er als Rechtsanwalt und in der Ölbranche tätig. 1953 zog er sich aus dem Geschäftsleben in den Ruhestand zurück. Er starb im folgenden Jahr in Lawton und wurde dort beigesetzt.